# إيفان بودار
إيفان بودار (بالكرواتية: Ivan Pudar)‏ مواليد 16 أغسطس 1961 في جمهورية يوغوسلافيا الاشتراكية الاتحادية، هو لاعب كرة قدم كرواتي دولي سابق كان يلعب كحارس مرمى. اعتزل اللعب عام 1992. سبق له أن لعب في كأس العالم لكرة القدم مع منتخب بلاده. فاز بميدالية أوليمبية في مسابقة كرة القدم. بدأ مسيرته الرياضية عام 1979.

## المسيرة الاحترافية

### أندية لعب لها
- هايدوك سبليت
- نادي بوافيشتا